# Hausgrün
Hausgrün ist eine Wüstung bei Martinlamitz, einem Ortsteil der Stadt Schwarzenbach an der Saale im oberfränkischen Landkreis Hof.
Hausgrün lag östlich von Martinlamitz, südlich der Verbindungsstraße von Martinlamitz und Nonnenwald. Der Ort wurde im 14. Jahrhundert im Hennebergischen Lehensverzeichnis und ab 1335 in Urkunden erwähnt. 1335 beurkundete Johann von Weißelsdorf, dass er Hausgrün als „Erbburggut“ vom Waldsassener Abt Johannes IV. Grübel erhalten habe, wenig später trat das Kloster Himmelkron als Lehensgeber auf. Im Jahr 1390 erschien Hausgrün im Besitz der Familie von Hirschberg, wurde aber schon als seit einigen Jahren wüst bezeichnet. Der Name Hausgrün diente in Urkunden bis 1774 nur noch zur Beschreibung übrig gebliebener Besitzungen, wie Äcker und Fischteiche, so auch 1502 im Landbuch von Hof. Bis zur Flurbereinigung hat noch der Flurname Hausgrün an den Ort erinnert.